# Еврейское кладбище (Хельсинки)
Еврейское кладбище (фин. Helsingin juutalainen hautausmaa) — еврейский некрополь в городе Хельсинки, в Финляндии. Расположено рядом с православным Никольским и лютеранским кладбищем Хиетаниеми.

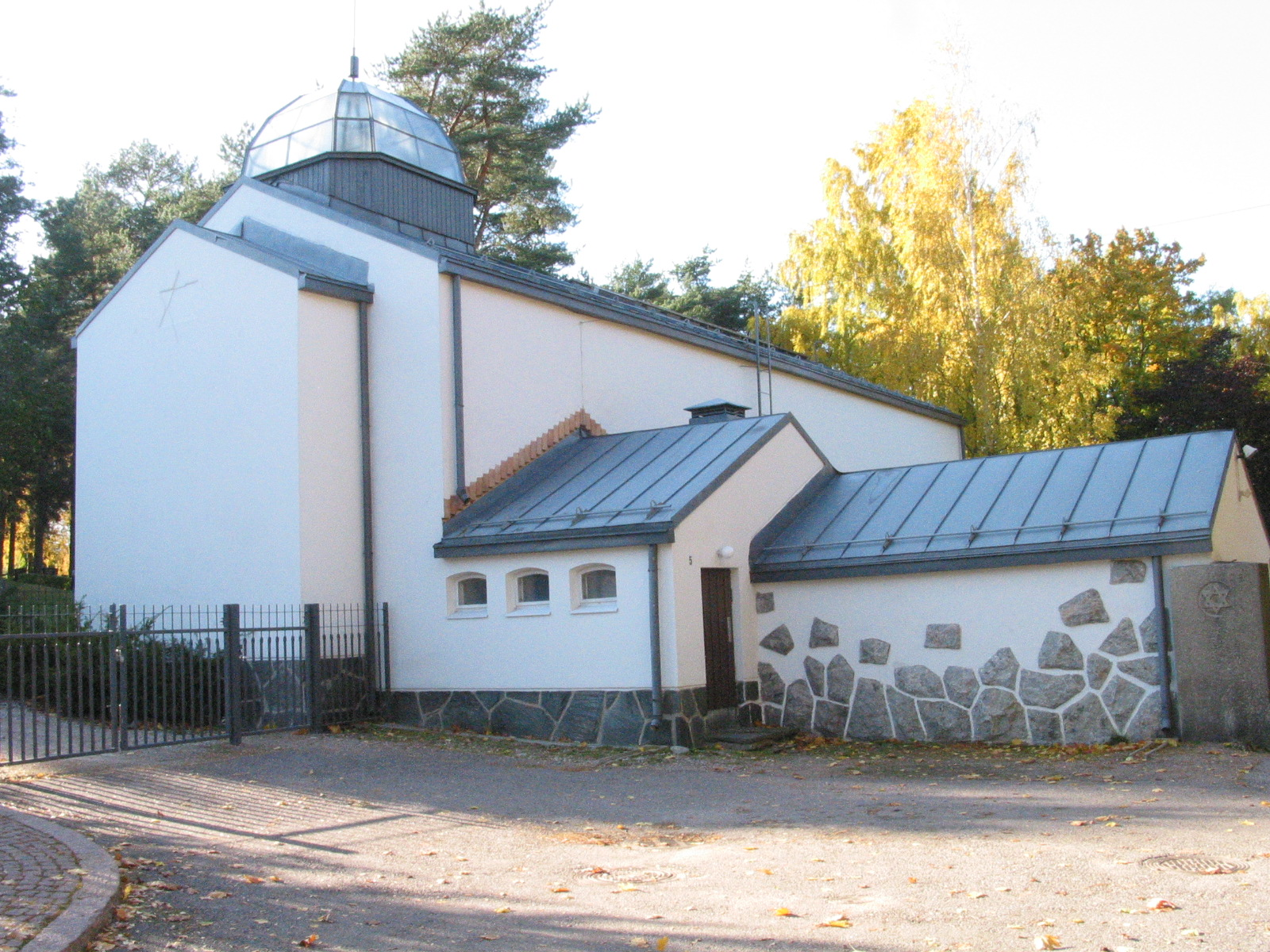
Часовня на еврейском кладбище Хельсинки

Основано в 1895 году. В 1940-х годах была сооружена часовня по проекту архитектора К. Р. Линдгрена.
Ему предшествовало небольшое старое еврейское кладбище, возникшее в 1840-е годы, которое до сих пор сохранилось между кладбищами финской гвардии и мусульманским кладбищем в Хельсинки. Расширено в 1994 году.
На кладбище находится могила неизвестного солдата-еврея, в которой покоятся тринадцать человек, погибших в войнах 1939—1944 годов, на памятном камне так же высечены имена шести воинов пропавших без вести. Кроме того, на кладбище находится могила финских ветеранов, на которой установлен мемориальный камень, приобретенный Финским еврейским союзом ветеранов войны и открытый в 2002 году.
На кладбище так же имеются небольшие могилы мертворожденных и безымянных детей.
На еврейском кладбище Хельсинки похоронены несколько известных представителей культуры и науки, в том числе, художник Сам Ванни, кинозвезда Ханна Тайни, композитор Саймон Пармет, дипломат Макс Якобсон и другие.
Адрес кладбища — Туонеланкуя 5, Хельсинки. Действует с понедельника по четверг и по воскресеньям, закрыто по субботам и в дни еврейских праздников.
На кладбище мужчины должны носить головной убор.